# 荻伏村
荻伏村（おぎふしむら）は、かつて北海道浦河郡にあった村。

## 沿革
- 1902年（明治35年）4月1日 - 北海道二級町村制施行により浦河郡荻伏村、姉茶村、野深村、後辺戸村が合併し、荻伏村が発足。浦河支庁に所属。
- 1922年（大正11年）8月1日 - 支庁の改称により日高支庁に所属。
- 1956年（昭和31年）9月30日 - 浦河郡浦河町に編入され消滅。